# Бисерска река
Бисерска река (в средното течение Голямата река) е река в Южна България – Област Хасково, общини Стамболово, Харманли и Любимец, десен приток на река Марица. Дължината ѝ е 46,2 km. Отводнява източните склонове на рида Чал, южните на рида Хухла и северните склонове на ридовете Градище и Гората в Източните Родопи.
Бисерска река извира под името Домуздере на 425 m н.в. от западната част на рида Гората в Източните Родопи, на 700 m южно от село Поповец, Община Стамболово. Тече в широка алувиална долина между източнородопските ридове Чал на северозапад, Хухла на север и Градище и Гората на юг. До село Славяново протича на север-североизток, а след това до устието си – на изток-североизток. В средното си течение носи името Голямата река, а след село Бисер – Бисерска река. Между селата Лешниково и Бисер образува красив пролом, след което навлиза в долината на река Марица, където коритото ѝ е коригирано с водозащитни диги. Влива се отдясно в река Марица на 64 m н.в., на 1 km североизточно от град Любимец.
Площта на водосборния басейн на реката е 411,4 km2, което представлява 0,78% от водосборния басейн на Марица, а границите на басейна ѝ са следните:
- на северозапад и север – с водосборния басейн на Харманлийска река, десен приток на Марица;
- на юг и югоизток – с водосборните басейни на река Арда и Лозенска река, десни притоци на Марица;

Основни притоци: → ляв приток, ← десен приток
- ← Карандере
- ← Каваклъдере
- → Токмаклийска река
- ← Ахрянска река
- ← Кютюклюдере
- ← Курудере
- ← Азмак
- ← Урумдере (най-голям приток)
- ← Палакмедере
- → Азмакдере
- ← Топдере
- → Карамандере
- ← Курудере
- ← Чатмадере

Реката е с дъждовно подхранване, като максимумът е в периода февруари-март, а минимумът – септември. Среден годишен отток при град Любимец 2,2 m3/s.
По течението на реката са разположени 6 села:
- Община Стамболово – Поповец, Долно Ботево;
- Община Харманли – Славяново, Болярски извор, Лешниково, Бисер.

Водите на Бисерска река се използват за напояване, като по някои от притоците ѝ са изградени няколко микроязовира.
На протежение от 7,2 km, между селата Малък извор и Долно Ботево преминава участък от Републикански път III-505 от Държавната пътна мрежа Хасково – Голям извор – Свиленград.
На 6 февруари 2012 г. стената на микроязовир „Иваново“, разположен на левия ѝ приток Азмакдере се скъсва и водата от него причинява голямо наводнение в село Бисер, като взема и 10 жертви.

## Топографска карта
- Лист от карта K-35-76. Мащаб: 1 : 100 000.
- Лист от карта K-35-77. Мащаб: 1 : 100 000.